# Dálnice A13 (Lucembursko)
Dálnice A13, francouzsky Autoroute 13, zkráceně A13 je dálnice na jihu Lucemburska. Je 42,310 kilometrů dlouhá a spojuje Pétange a Schengen. V Schengenu dosahuje dálnice státní hranice s Německem, kde se napojuje na německou dálnici A8, která prochází jižní částí Německa.
Západní, 20,4 km dlouhý, úsek po obec Lankelz je nazýván Sběratelská silnice jihu (francouzsky Collectrice du Sud). Východní, 21,9 km, dlouhý úsek je znám jako Spojení se Sárskem (francouzsky Liaison avec la Sarre).
Celá dálnice A13 byla postupně zprovozněna v osmi etapách:
- prosinec 1990: Bascharage – Sanem
- 1993: Pétange – Bascharage
- říjen 1993: Kayl – Burange
- leden 1994: Schifflange – Kayl
- 3. června 1994: Sanem – Lankelz
- 3. června 1994: Esch-sur-Alzette – Schifflange
- červenec 1995: Rodange – Pétange
- 24. července 2003: Hellange – Schengen[1]

## Trasa
| Křižovatky a stavby |                           |                     |
| Křižovatka          | Kruhový objezd Biff       |                     |
| (J1)                | Pétange                   |                     |
| (J2)                | Sanem                     |                     |
| (J3)                | Differdange               |                     |
| Tunel               | Aessen Tunnel             |                     |
| Tunel               | Ehlerange Tunnel          |                     |
| (J4)                | Ehlerange                 |                     |
| Křižovatka          | Křižovatka Lankelz        | Dálnice Autoroute 4 |
| (J5)                | Lallange                  |                     |
| Křižovatka          | Křižovatka Esch           | Dálnice Autoroute 4 |
| (J6)                | Schifflange               |                     |
| (J7)                | Kayl                      |                     |
| (J8)                | Burange                   |                     |
| Křižovatka          | Croix de Bettembourg      | Dálnice Autoroute 3 |
| (J9)                | Hellange                  |                     |
| Tunel               | Frisange Tunnel           |                     |
| (J10)               | Frisange                  |                     |
| (J11)               | Altwies                   |                     |
| Tunel               | Altwies Viaduct           |                     |
| Tunel               | Mondorf-les-Bains Tunnel  |                     |
| (J12)               | Mondorf-les-Bains         |                     |
| Tunel               | Markusbierg Tunnel        |                     |
| (J13)               | Schengen                  |                     |
| Tunel               | Schengen Viaduct          |                     |
| Německo             | Státní hranice s Německem | Dálnice A8          |